# Sidney Sussex College

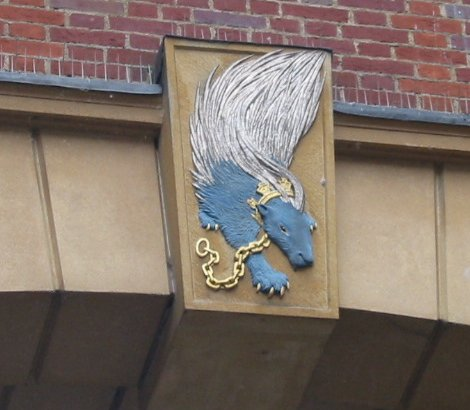
La mascotte de Sidney Sussex College est un porc-épic bleu et or.

Sidney Sussex College est un des 31 collèges de l'université de Cambridge en Angleterre. Il a été fondé en 1596 par Frances Sidney, comtesse de Sussex. Sidney Sussex College de Cambridge est la sœur jumelle de St John's College de l'université d'Oxford. Le collège est notamment célèbre pour son enseignement des sciences et ses diplômés scientifiques opérant des postes exécutifs d'entreprise.

## Anciens étudiants
- Conrad Hal Waddington
- Laura Wyld